# Marinos Kutupis
Marinos Kutupis (gr. Μαρίνος Κουττούπης; ur. 29 września 1978) – cypryjski zapaśnik walczący w stylu wolnym. Zajął jedenaste miejsce na mistrzostwach świata w 1998 i szesnaste na mistrzostwach Europy w 2000. Piąty na igrzyskach śródziemnomorskich w 1997. Brązowy medalista mistrzostw Wspólnoty Narodów w 1995 roku.